# Dębinka (Trzebiel)
Dębinka (deutsch Tzschecheln, 1937–1945 Eichenrode, niedersorbisch Tśechlin) ist ein Ort in der polnischen Woiwodschaft Lebus und gehört zur Landgemeinde Trzebiel (Triebel) im Powiat Żarski (Kreis Żary (Sorau)).

## Geographische Lage und Verkehrsanbindung
Dębinka liegt acht Kilometer nordöstlich von Trzebiel an einer Nebenstraße, die von Cielmów (Zilmsdorf) an der Woiwodschaftsstraße 294 nach Pietrzyków (Pitschkau) führt. Außerdem enden innerorts Nebenstraßen von Czerna (Grünaue) bzw. Grabów (Grabow). Das Dorf ist unter der Bezeichnung „Tuplice Dębinka“ Bahnstation an der Bahnstrecke Łódź Kaliska–Tuplice. 

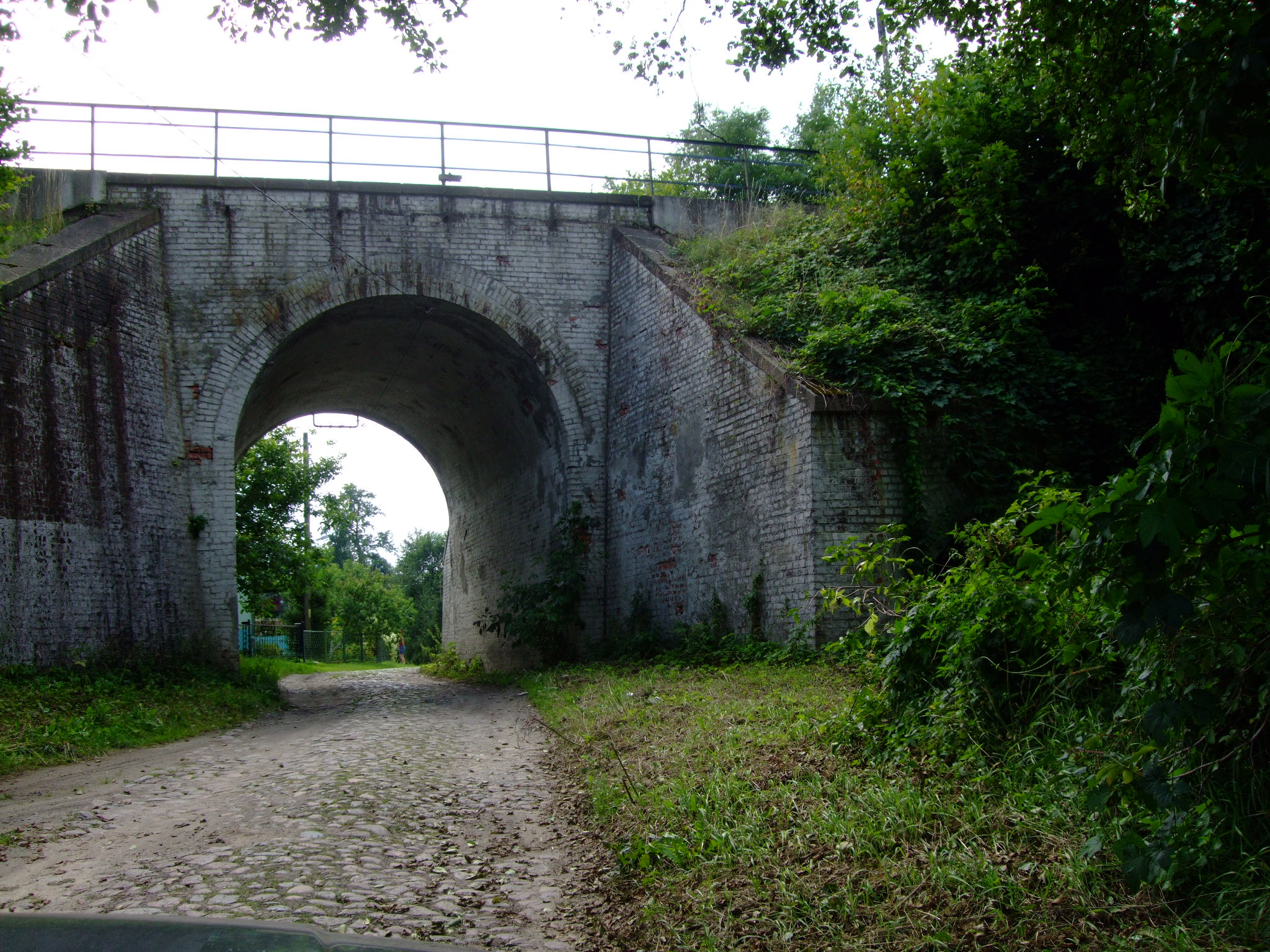
Eisenbahnbrücke in Dębinka im Jahre 2010

## Geschichte
Das kleine, ehemals Tzschecheln genannte Gutsdorf mit seinen Ortsteilen Buschmühle, Obermühle und Niedermühle wurde 1874 Amtsdorf und damit namensgebend für einen neu errichteten Amtsbezirk. Er gehörte bis 1945 zum Kreis Sorau im Regierungsbezirk Frankfurt in der preußischen Provinz Brandenburg.
Bei einer Fläche von 4.353 km2 zählte Tzschecheln 1895 insgesamt 387 Einwohner. Ihre Zahl betrug im Jahre 1910 noch 368 und stieg bis 1925 auf 519 (bei 136 Haushalten). Die Gemeindefläche vergrößerte sich bis 1931 auf 9.026 km2, während die Einwohnerzahl 1933 auf 491 sank und 1939 noch 477 betrug.

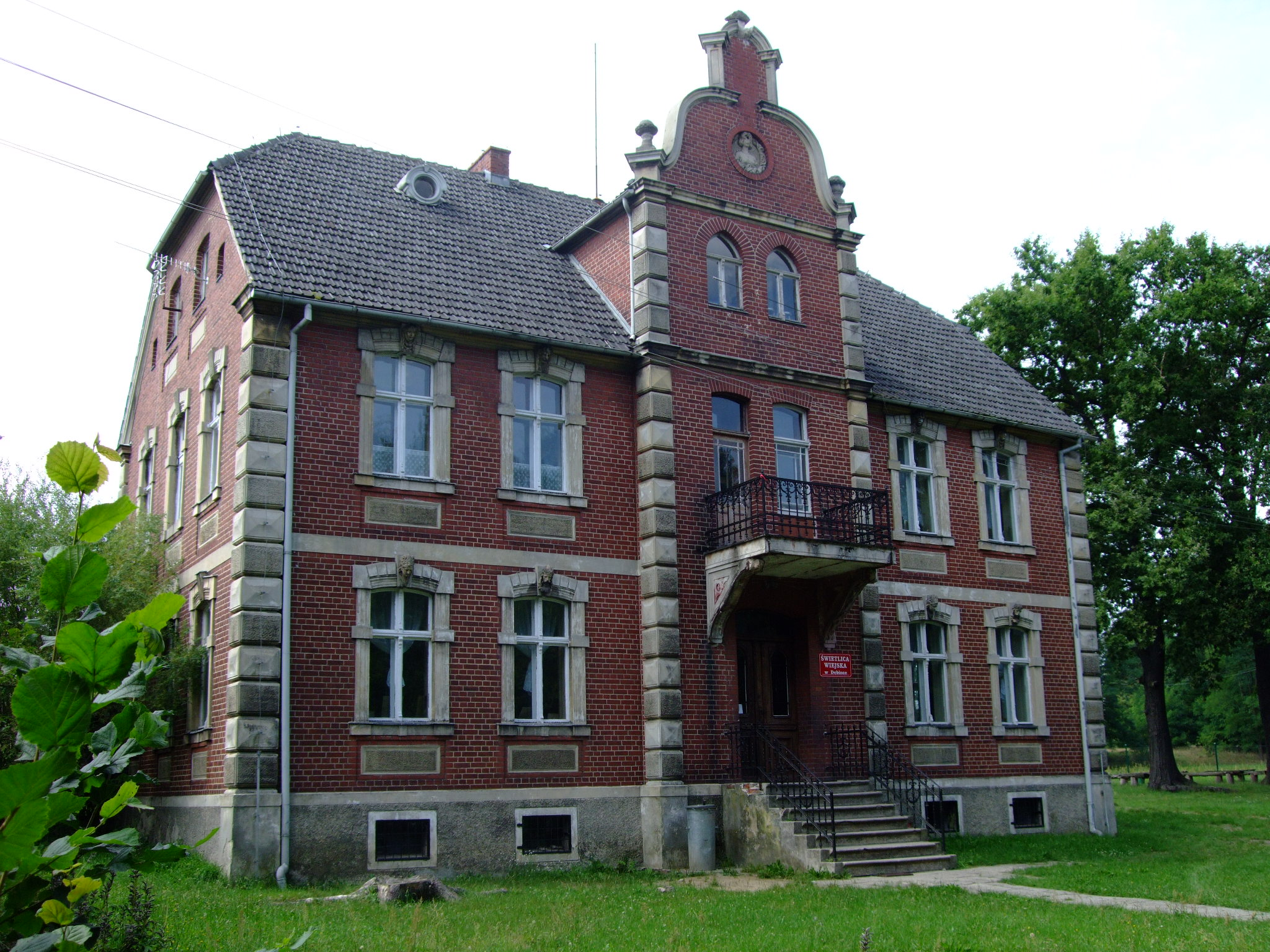
Das Kulturhaus in Dębinka im Jahre 2010

Tzschecheln hatte ein eigenes Standesamt, während das Amtsgericht in Triebel (heute polnisch: Trzebiel) lag, das Landgericht in Guben und das Oberlandesgericht in Berlin.
Am 18. Oktober 1937 wurde Tzschecheln im Zuge der ideologisch motivierten Verdrängung sorbischer Ortsnamen in der Lausitz in Eichenrode (Niederlausitz) umbenannt. In Kriegsfolge kam der Ort im Jahre 1945 zu Polen und erhielt den polnischen Namen „Dębinka“. Er ist heute ein Schulzenamt (polnisch: sołectwo) im Verbund der Gmina Trzebiel im Powiat Żarski, von 1975 bis 1998 in der Woiwodschaft Zielona Góra (Grünberg), seitdem in der Woiwodschaft Lebus.

### Amtsbezirk Tzschecheln/Eichenrode (1874–1945)
Der Amtsbezirk Tzschecheln (er wurde 1937 in „Amtsbezirk Eichenrode“ umbenannt) zählte fünf Gemeinden:
| Deutscher Name                     | Polnischer Name |
| ---------------------------------- | --------------- |
| Helmsdorf                          | Chełmica        |
| Matzdorf                           | Matuszowice     |
| Rinkendorf                         | Rytwiny         |
| Tzschecheln, 1937–1945: Eichenrode | Dębinka         |
| Zilmsdorf                          | Cielmów         |

## Kirche
Vor 1945 war die Bevölkerung Tzschechelns bzw. Eichenrodes mehrheitlich evangelischer Konfession. Das Dorf war Pfarrsitz und gehörte zum Kirchenkreis Sorau in der Kirchenprovinz Brandenburg der Kirche der Altpreußischen Union. Die katholischen Kirchenglieder waren in das Bistum Breslau eingegliedert.
Heute sind die Einwohner von Dębinka fast ausnahmslos katholischer Konfession. Die ehemals evangelische Kirche im Dorf ist heute deren Gemeindekirche, die auf den Namen „Heilig-Kreuz-Kirche“ (Kościół pw. Podwyższenia Swiętego = „Kreuzerhöhungskirche“) geweiht worden ist. Sie ist Filialkirche der Pfarrei Tuplice (Teuplitz), die zum Dekanat Łęknica (Lugnitz) im Bistum Zielona Góra-Gorzów (Grünberg-Landsberg) der Römisch-katholischen Kirche in Polen gehört. Hier lebende evangelische Kirchenglieder sind in die Kirchengemeinde in Żary (Sorau) eingepfarrt. Sie ist Teil der Diözese Breslau der Evangelisch-Augsburgischen Kirche in Polen.

## Söhne und Töchter des Ortes
- Georg von Schoenaich (1557–1619), Adeliger, Gutsbesitzer und Politiker
- August Knobel (1807–1863), Theologie-Professor in Breslau und Gießen
- Horst Stechbarth (1925–2016), stellvertretender Minister für Verteidigung, Generaloberst der Nationalen Volksarmee der DDR